# إيلان أروجو دالينيا
إيلان أروجو دالينيا (مواليد 18 سبتمبر 1980 في كوريتيبا - البرازيل) لاعب كرة قدم برازيلي يلعب حاليا لصالح نادي الدرجة الممتازة وست هام يونايتد الإنجليزي منذ 2010 في مركز المهاجم .

## وصلات خارجية
- إيلان أروجو دالينيا على موقع رابطة كرة القدم الفرنسية للمحترفين (الإنجليزية)
- إيلان أروجو دالينيا على موقع قاعدة بيانات كرة القدم.إي يو (الإنجليزية)
- إيلان أروجو دالينيا على موقع ليكيب (الفرنسية)
- إيلان أروجو دالينيا على موقع ناشيونال فوتبول تيمز (الإنجليزية)
- إيلان أروجو دالينيا على موقع Soccerbase.com (لاعب) (الإنجليزية)
- إيلان أروجو دالينيا على موقع Soccerway.com (الإنجليزية)
- إيلان أروجو دالينيا على موقع عالم كرة القدم.نت (الإنجليزية)
- إيلان أروجو دالينيا على موقع AS.com (الإسبانية)